# Transmissão sem fios
Ainda que muitos sistemas façam uso da transmissão de dados utilizando fios, outros sistemas, que não utilizam qualquer tipo de meio físico (a exemplo da transmissão por raios infravermelhos, lasers, microondas e rádio) estão cada vez sendo requisitados. Ainda que haja sucesso da utilização de fibra na construção básica das redes, a necessidade da comunicação através de unidades móveis é crescente. Apesar de aproximadamente 100 anos atrás já ter sido demonstrado o uso de ondas de rádio, somente nos tempos atuais é que tem se aperfeiçoado essa nova tecnologia, que podemos chegar ao que define-se como “Wireless", onde o substantivo wire signfica "fio" e less é um prefixo que indica ausência, logo, "sem fio".  
O ar, ou espaço livre, trata-se de um meio natural para a difusão de sinais eletromagnéticos, chegando a ser, talvez, considerado o melhor suporte de transmissão, quando falamos em conectividade. Essa afirmativa provém  do fato de que o ar provê uma interconexão completa e permite uma grande flexibilidade na localização das estações. Qualquer órgão empresarial ou segmento corporativo, até mesmo condomínios, podem estar preparados para o uso desta tecnologia que proporciona diversas vantagens.
Podemos citar alguns exemplos das vantagens oferecidas com esse tipo de sistema, como, por exemplo, a instalação em ambientes de difícil cabeamento, galpões, centros de distribuição e chão de fábricas, empresas em fase de crescimento ou com necessidade constante de reorganização física, locais de demonstração, ambientes que necessitam de montagem rápida e limpa de uma rede local, alta imunidade a ruídos, baixa interferência em outros sistemas, além da dispensa de linhas telefônicas, com alta velocidade e performance.